# Serra Talhada
Serra Talhada es un municipio brasileño del estado de Pernambuco. Es conocida como la capital del Xaxado y queda a 415 km de la capital pernambucana, Recife. Es la ciudad natal de Virgulino Ferreira da Silva, uno de los más importantes cangaceiros del país. Tiene una población estimada al 2020 de 86 915 habitantes.
Administrativamente, el municipio está formado por el distrito sede, Bernardo Vieira, Pajeú, Tauapiranga, Caiçarinha da Penha, Logradouro, Luanda, Santa Rita y Varzinha.
Serra Talhada era una hacienda perteneciente al portugués Agostinho Nunes de Magalhães. Recibió este nombre, Serra Talhada (Sierra Tallada), debido a que cerca de la localidad hay una montaña cuya formación daría la impresión de haber sido tallada a propósito.
Su crecimiento se dio en función de su posición estratégica, en la intersección de las carreteras de acceso a Paraíba, Bahía y Ceará.
La Ley Provincial 52, del 19 de abril de 1838 mandó erigir la capilla de  Nossa Senhora da Penha da Serra Talhada. Con la Ley Provincial n.º 280, del 6 de mayo de 1851, agregando a su territorio a la entonces Vila Bella y la Comarca de Flores, fue elevada a la categoría de municipio.

## Historia

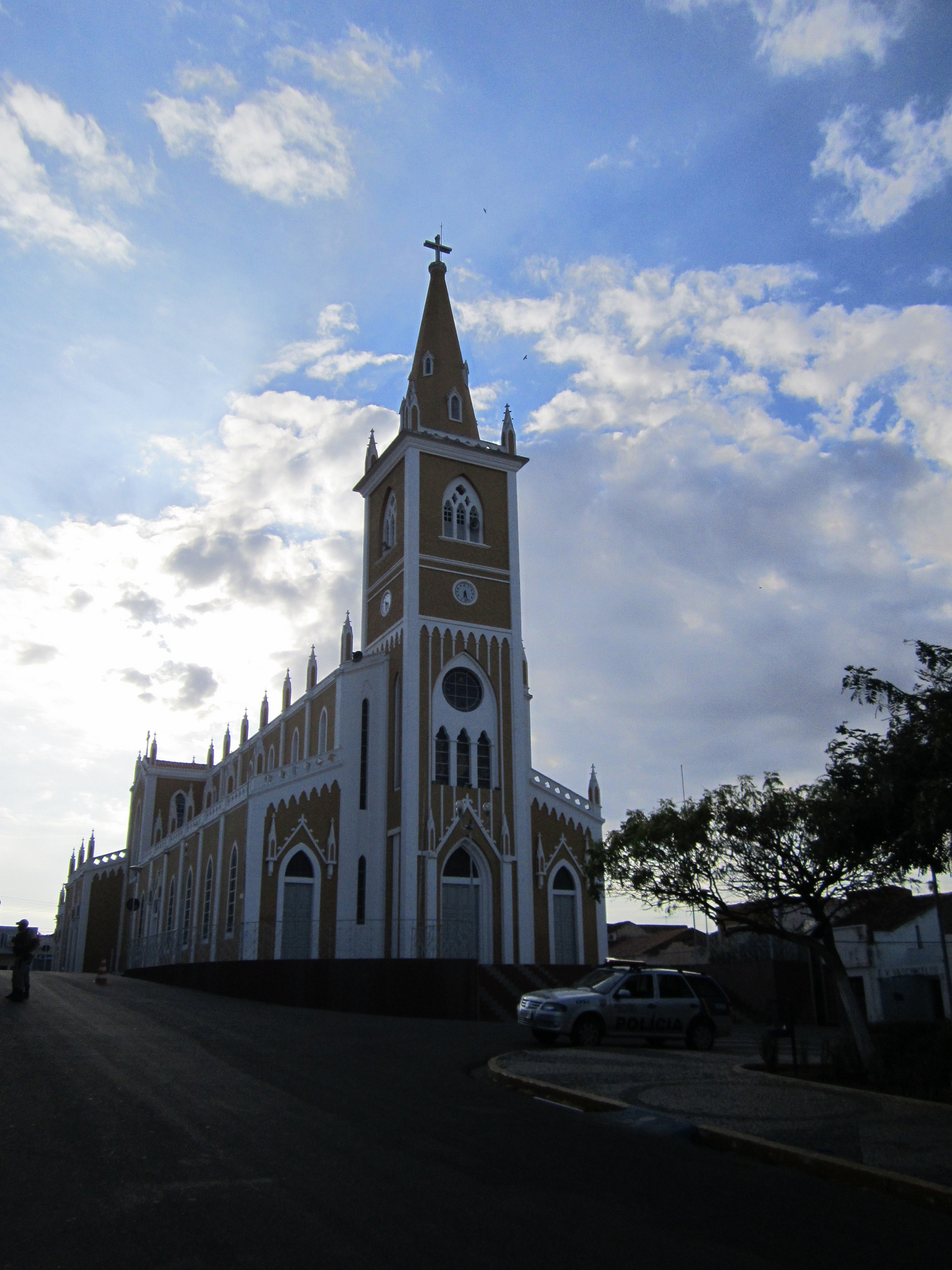
Iglesia de Nossa Senhora da Penha.

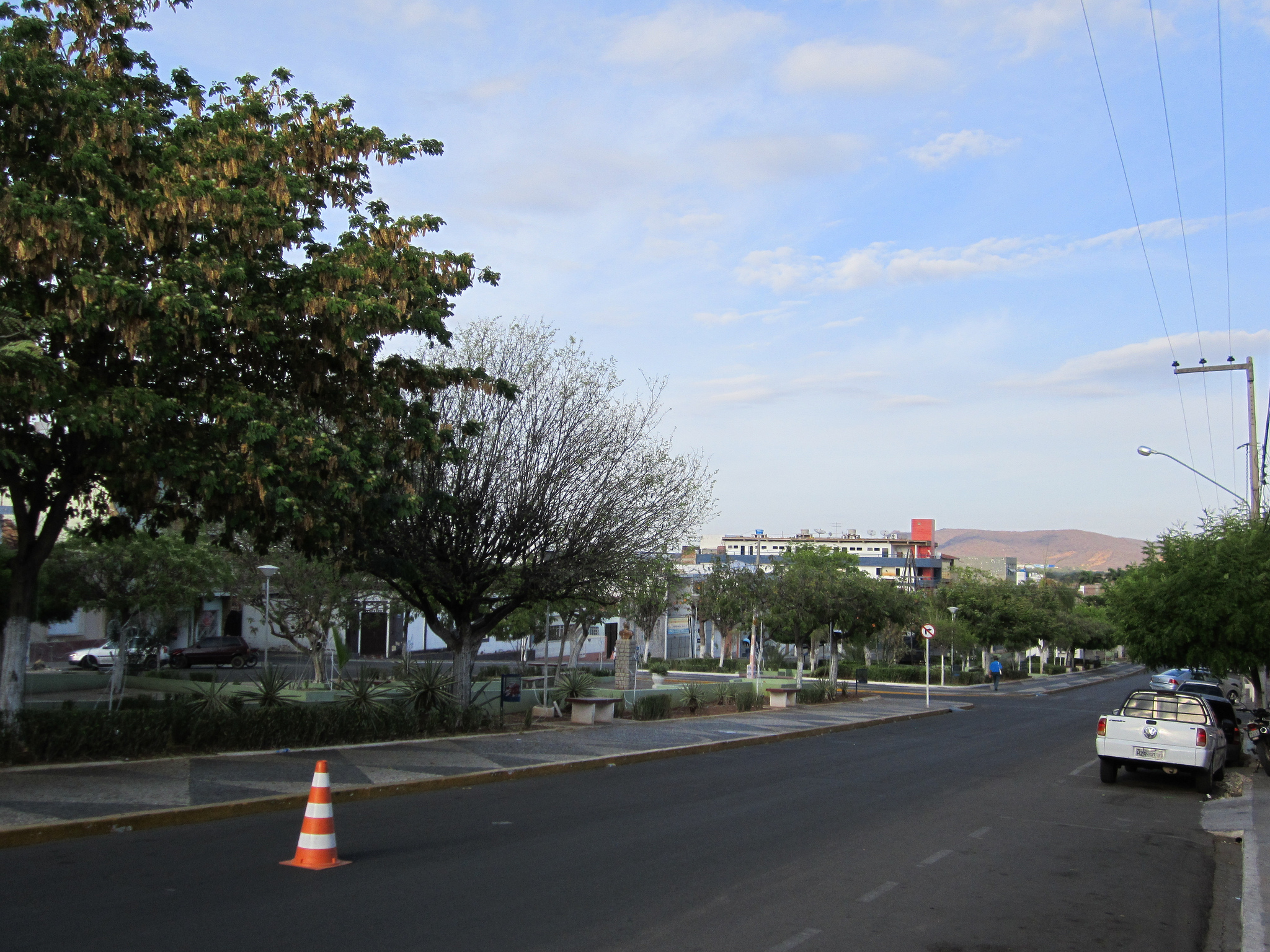
Plaza Barão do Pajeú.

La ciudad tuvo su inicio a mediados del siglo XVIII con la llegada del capitán portugués Agostinho Nunes de Magalhães, que arrendó la Sesmaria a la Casa da Torre (de Bahia) en los márgenes del Río Pajeú y al pie de la Sierra Talhada, en ese lugar instaló una hacienda para criar ganado que denominó Hacienda da Serra Talhada, en alusión directa a la sierra con ese nombre. El asentamiento de Sertão Pernambucano ocurrió a partir de mediados del siglo XVII, después de la expulsión de los holandeses, a través de la ganadería, y fue realizado predominantemente por vaqueros baianos.
Agostinho Nunes de Magalhães, en conjunto con sus hijos Joaquim, Pedro, Damião, Manoel y Filadephia, como tantos otros portugueses, migró a Brasil en la esperanza de instalar un ingenio azucarero, y tras desembarcar se dieron cuenta de que su capital no sería suficiente para tal proyecto, así, siguiendo los pasos de otros compatriotas suyos, se adentraron en el sertón pernambucano para explotar la ganadería. La posición privilegiada de los corrales que Agostinho Nunes fundó, en los caminos que llevaban al Ceará, Paraíba y Bahía, inmediatamente pasaron a ser punto de encuentro de vaqueros y peatones que transportaban su ganado para estos estados, y así, sin intención comienza a formarse una aglomeración de feirantes, negociando principalmente animales, entre otros bienes. Esto aconteció alrededor del 1789-1790, en la misma época en que era erigida una capilla para la hacienda a Nuestra Señora de la Peña. Nacía ahí también la vocación mercantilista del municipio. La feria de Serra Talhada al día de hoy tiene aproximadamente 220 años, y se realiza todos los días lunes.
El surgimiento del comercio aumento los habitantes de la localidad, la hacienda comienza a tomar aires de poblado e inmediatamente se transforma en Villa Bella, nombre adoptado cuando se emancipó del municipio de Flores, hasta entonces cabeza de comarca, el 6 de mayo de 1851.
Fue en 1939 que el municipio cambió su nombre a Serra Talhada.

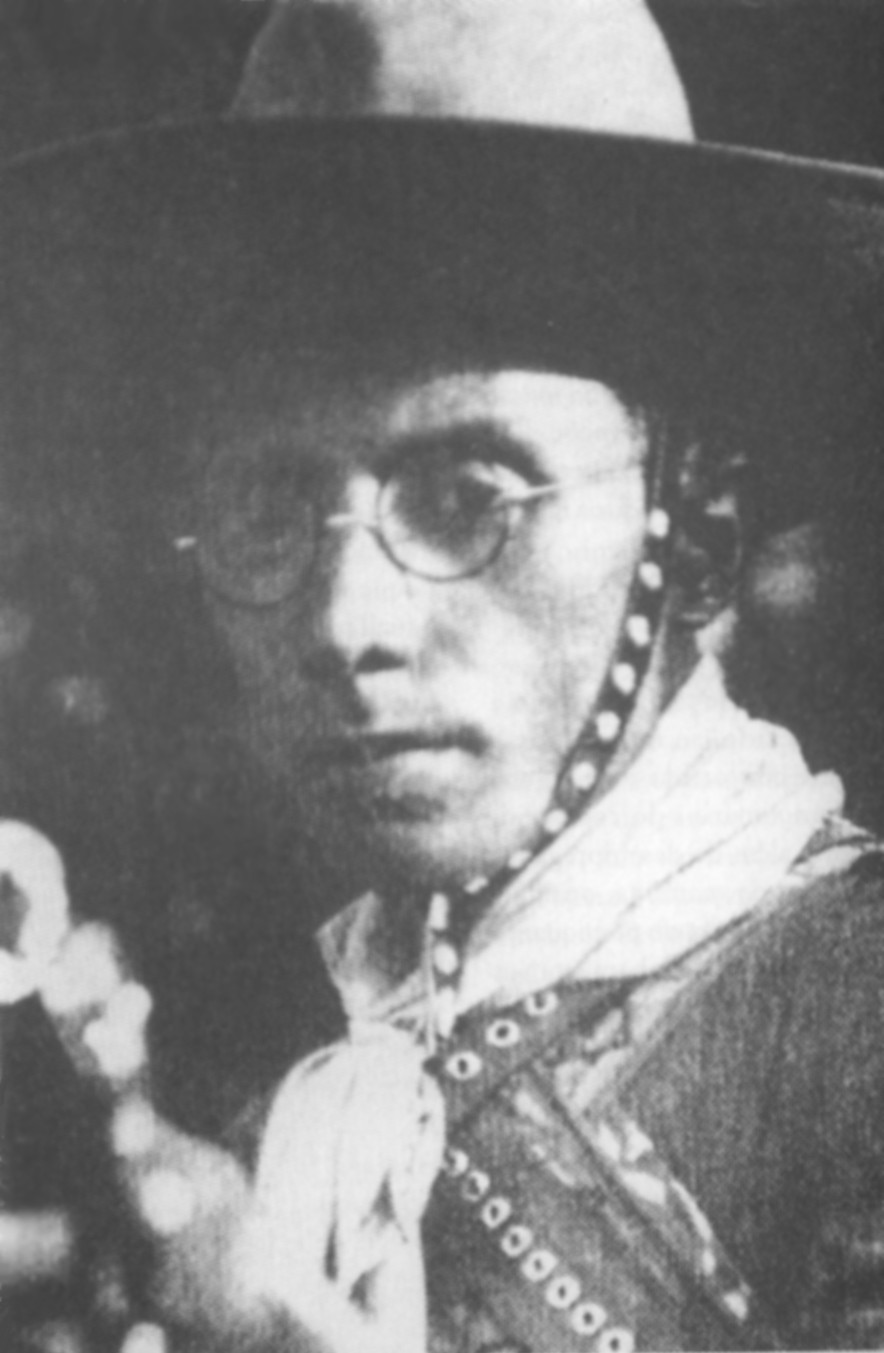
Lampião - Rey del Cangaço - Oriundo de Serra Talhada.

La historia de la ciudad es una de las más ricas del estado de Pernambuco. Cuna de figuras polémicas, como Virgulino Ferreira da Silva (Lampião), la ciudad comienza a destacarse también en el escenario turístico, explorando ahí, además de su belleza plástica, la figura del Rey del Cangaço, principalmente por el baile creado por su banda: el xaxado. Actualmente, con el eslogan de “Capital del Xaxado”, Serra Talhada ha sido referencia en este asunto para todo país, consiguiendo reunir en un museo toda la historia “lampiônica”.